# José António Esperança Pina
José António Rebocho Esperança Pina GOSE • GOIP • GCIP (Lisboa, 14 de junho de 1938 – Lisboa, 21 de outubro de 2020) foi um médico especialista em cirurgia geral, e Professor Catedrático (de anatomia normal, e direito médico e medicina legal) português. Foi Reitor da Universidade Nova de Lisboa entre 1982 e 1991, tendo sido ainda Presidente do Conselho de Reitores das Universidades Portuguesas, entre 1987 e 1989.
Para além da sua atividade docente, publicou dez livros científicos, a saber: Estudos sobre a circulação venosa do coração (1972), Territórios arteriais esplénicos: bases anátomo-experimentais das esplenectomias parciais (1979), Ensino da Medicina em Portugal (1989), O Ensino da Medicina e os Centros Hospitais Universitários (1990), A Responsabilidade dos Médicos (1994), Anatomia Geral e Dissecção Anatómica (1995), Anatomia Humana da Locomoção (1995), Anatomia Humana da Relação (2002), Anatomia Humana dos Órgãos (2004), e Anatomia Humana do Coração e Vasos (2007).

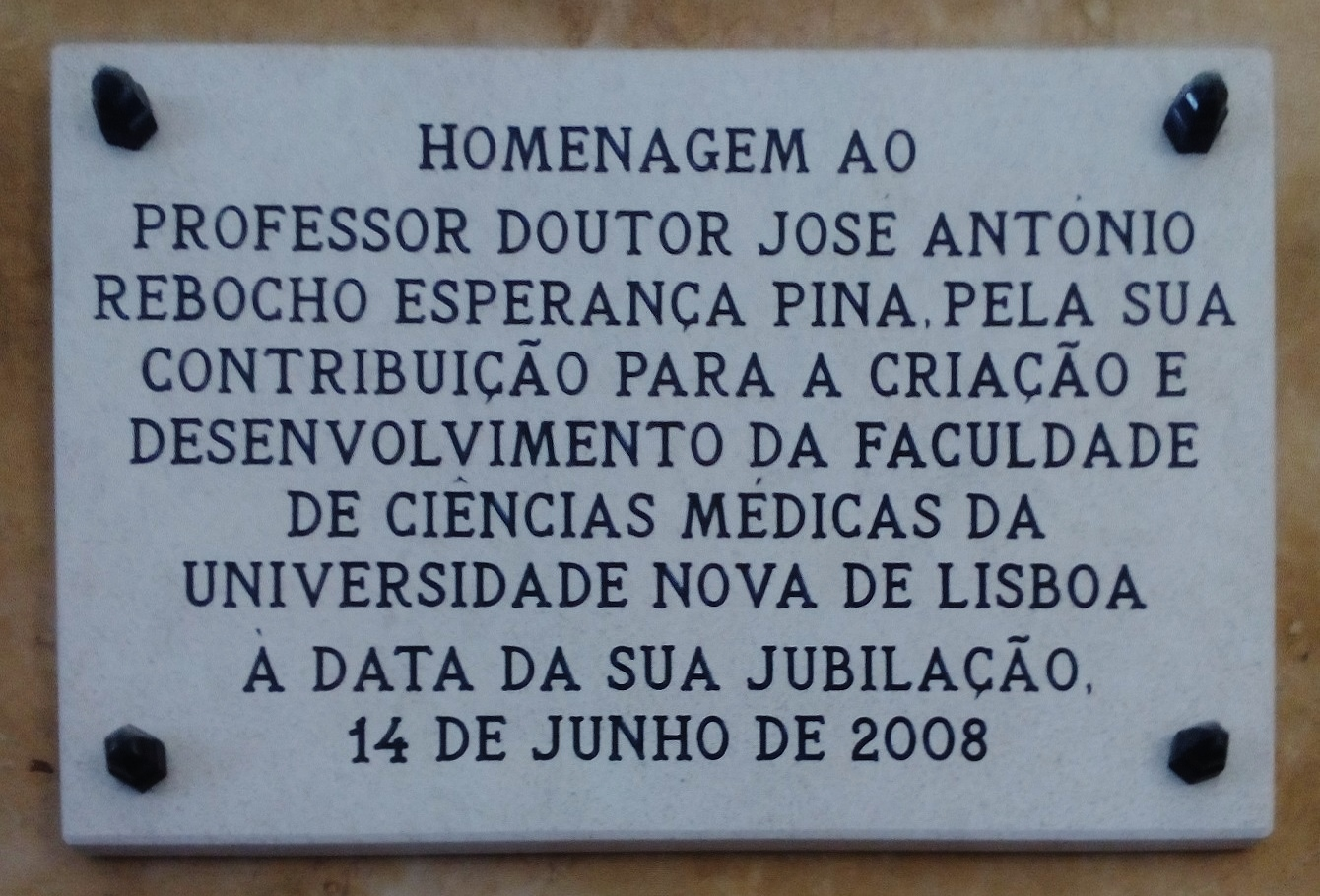
Lápide de homenagem ao Professor Doutor J. A. Esperança Pina, no átrio da Faculdade de Ciências Médicas da Universidade Nova de Lisboa

Recebeu a Legião de Honra (Cavaleiro), atribuída pelo Presidente da República Francesa François Mitterrand, em 1984. Foi feito Grande-Oficial da Ordem da Instrução Pública em 5 de julho de 1985, Grande-Oficial da Antiga, Nobilíssima e Esclarecida Ordem Militar de Sant'Iago da Espada, do Mérito Científico, Literário e Artístico a 6 de abril de 1988 e foi elevado a Grã-Cruz da Ordem da Instrução Pública a 19 de abril de 2017. Teve ainda o título de Professor Decano da Faculdade de Ciências Médicas da Universidade Nova de Lisboa (desde dezembro de 1977) e da Universidade Nova de Lisboa (desde agosto de 2003) e foi Académico Efetivo da Academia das Ciências de Lisboa.